# 雙連潭 (苗栗縣)
雙連潭，是臺灣苗栗縣三義鄉的一個傳統地域名稱，位於該鄉東北部。相較於今日行政區，其範圍大致與雙潭村相近。

## 歷史
台灣清治末期至日治初期，雙連潭地區為一街庄，稱為「雙連潭庄」，隸屬於苗栗一堡。該庄西北與雙草湖庄為鄰，北及東北與新鷄隆庄為鄰，東南與南湖庄為鄰，南邊為魚藤坪庄，西邊為三叉河庄。
1901年（日治明治三十四年）11月，該庄隸屬於苗栗廳。1909年（明治四十二年）10月，改隸屬於新竹廳。1920年（大正九年），該庄改制為「雙連潭」大字，隸屬於新竹州苗栗郡三叉庄。
戰後三叉庄改制為三叉鄉，隸屬於新竹縣，大字亦改制為村。1950年桃、竹、苗分治，三叉鄉改隸屬於重新成立的苗栗縣。1953年11月，改名為三義鄉。

## 聚落
本地區發展較早的聚落有內草湖、新庄、雙連潭、沙坑、崩山下、西坑、石峎、百二份、深水等，在日治期初期的官方地圖上已有記載。此外，本地區尚有大坪、老伙房、大窩、不遠山莊、水井等聚落。

## 交通
縣道130號，是苑裡至大湖八份的道路，大致以西北西—東南東走向轉北北西—南南東走向再轉西向東向再轉南向北再轉西向東蜿蜒經過雙連潭地區，向西北西可前往三義市區、芎蕉坑、大埔、舊社、田寮、貓盂、苑裡市區並止於台鐵苗栗車站前鄉道苗40線路口，向東轉東南可前往南湖地區的八份並止於省道台3線路口。
縣道119號，是龍港至三義雙連潭的道路，其南側端點位於本地區西北部縣道130號路口。由此向東轉東北出境後，轉北可前往老鷄隆、銅鑼市區、三座厝、五湖、四湖店、東三湖、二湖、頭湖、烏眉、龍港並止於省道台61線（西部濱海快速公路）後龍交流道及台6線路口。